# 雷諾丁受體
雷諾丁受體（ryanodine receptor，RyR）又稱蘭諾定受體、雷恩諾鹼受體、魚尼丁受體，是位于细胞肌质网或内质网膜上可调节其钙离子向胞质溶胶释放的膜蛋白质，负责调节与钙离子信号转导相关的细胞生理活动（如心肌和骨骼肌的兴奋收缩偶联），因能与植物碱雷诺丁（ryanodine）高亲和力结合而得名。
雷諾丁受體也是存在於動物的肌肉與神經細胞中的钙离子释放通道。蘭諾定受體至少有3种亚型：RyR1（骨骼肌）、RyR2（心肌）和 RyR3（非肌细胞），分別存在不同的細胞之中並且參與各種牽涉鈣離子釋放的訊號傳遞行為。其中蘭諾定受體RYR2亞型在鈣誘導鈣釋放機制中扮演了重要的角色。